# Vina, Alabama
Vina är en ort i Franklin County i delstaten Alabama, USA.